# Kuwaits riksvapen
Kuwaits riksvapen upptar en jaktfalk och en båt (dhow) som är typisk för området. Inskriptionen överst är Kuwaits namn på arabiska.